# Liste des communes de la wilaya de Touggourt
Pour les autres communes, voir Liste des communes d'Algérie.
Liste des communes de la wilaya algérienne de Touggourt, créée en 2019, au 25 mars 2021, :
1. Benaceur
2. Blidet Amor
3. El Allia
4. El Hadjira
5. Megarine
6. M'Naguer
7. Nezla
8. Sidi Slimane
9. Taibet
10. Temacine
11. Tebesbest
12. Touggourt
13. Zaouia El Abidia